# Bank Pekao
La banque Pekao, abrégé de Bank Polska Kasa Opieki Spółka Akcyjna en polonais, est le deuxième groupe bancaire polonais. Son nom commercial est Bank Pekao
Elle fait partie de l'indice de référence de la Bourse de Varsovie, le WIG30, en étant la 2e valeur, après le groupe bancaire PKOBP et le pétrolier PKN Orlen.
Son chiffre d'affaires en 2006 était de 4,46 milliards de złotys, soit 1,14 milliard d'euros, en hausse de 7,78 % par rapport à 2005. Son bénéfice était de 1,72 milliard de złotys, soit 357,7 millions d'euros, en hausse de 20,1 %.
Son logo représente un bison, animal typique de la Mazovie.

## Identité
Pekao, qui a toujours été une banque orientée vers l'international, s'est « polonisée » avec la constitution d'un groupe intégré en 1996. L'enjeu pour la banque et le secteur étant de développer le marché national après la fin du communisme et le développement du capitalisme et de l'initiative privée.
Aujourd'hui, Pekao a perdu ce caractère international car elle fait partie d'un groupe, UniCredit, lui-même déjà internationalisé. Désormais, Pekao sert de tremplin pour son actionnaire majoritaire pour diffuser ses produits en Pologne et s'implanter dans les pays voisins. Ainsi, en novembre 2006, Pekao a racheté la totalité HVB Ukraine, précédemment détenu par UniCredit (après le rachat de HVB).

## Historique
Pekao a été fondée en 1929 par Henryk Gruber, ancien directeur de la banque postale polonaise, Pocztowa Kasa Oszczędności. Dès le départ, son ambition est internationale avec l'ouverture de branches en France, Argentine, Palestine sous mandat britannique et aux États-Unis, à destination des communautés polonaises et juives-polonaises de l'étranger.
Après la Seconde Guerre mondiale, Pekao a été nationalisée par le gouvernement communiste, tout comme l'ensemble des entreprises polonaises. Dès lors, la mission de Pekao était de faire entrer des devises étrangères de la communauté immigrée en Pologne socialiste, tout en poursuivant son expansion international au Canada, Luxembourg et Allemagne.
La forme actuelle de la banque date de 1996, lorsque le gouvernement polonais a décidé d'unir à Pekao aux banques Bank Depozytowo-Kredytowy S.A. de Lublin, Pomorski Bank Kredytowy S.A. de Szczecin, et Powszechny Bank Gospodarczy S.A. de Łódź. Cette réunion avait pour but de préparer l'établissement à sa privatisation partielle, effective en 1998, avec une cotation à la Bourse de Varosvie ; un an plus tard, 52 % du capital détenu par l'Etat polonais fut cédé au consortium composé de la banque italienne UniCredit et de l'assureur allemand Allianz, achevant le passage au privé du groupe.
En 2005, UniCredit rachète le groupe 2e groupe bancaire allemand HVB, Pekao intègre la banque polonaise Bank BPH, propriété de Bank Austria, filiale de l'établissement munichois. Toutefois, BPH n'est pas filialisée, et demeure cotée indépendamment à la Bourse de Varsovie et au WIG 20.
Fin 2016, UniCredit cède 32,8% de Pekao à l'assureur PZU (20%) et au fonds de développement public Polski Fundusz Rozwoju (12,8%) pour 2,4 milliards d'euros.

## Dirigeants successifs
- Marian Kanton (1989-1996)
- Andrzej Dorosz (1996-1998)
- Maria Pasło-Wiśniewska (1998-2003)
- Jan Krzysztof Bielecki (2003-2010)
- Alicja Kornasiewicz (2010-2011)
- Luigi Lovaglio (2011-2017)
- Michał Krupiński (2017-)